# Corpo de Bombeiros Militar do Estado de Alagoas
O Corpo de Bombeiros Militar do Estado de Alagoas (CBMAL) é uma Corporação cuja principal missão  consiste na execução de atividades de Defesa Civil, Prevenção e Combate a Incêndios, Buscas, Salvamentos e Socorros Públicos no âmbito do Estado de Alagoas.
Ele é Força Auxiliar e Reserva do Exército Brasileiro, e integra o Sistema de Segurança Pública e Defesa Social do Brasil. Seus integrantes são denominados Militares dos Estados pela Constituição Federal de 1988, assim como os membros da Polícia Militar do Estado de Alagoas.

## História
O Corpo de Bombeiros do Alagoas foi criado dentro da estrutura da Polícia Militar, em 1947. É citado no sítio da Corporação o seguinte testemunho dado pelo Major Nelson Athanasio (nascido em 15/02/1914 e falecido em 30/10/2003), ao então 2º Tenente BM Buriti, em 15 de Junho de 2000:
Que a criação do Corpo de Bombeiros do Estado de Alagoas foi a pedido do então Governador do Estado, Dr. Silvestre Péricles de Góes Monteiro, irmão do General Góes Monteiro, General da Guerra (Ministério da Guerra) e do Senador Ismar de Góes Monteiro. (...) Foi pedido ao Corpo de Bombeiros do Estado da Guanabara que nesta ocasião era comandado pelo Coronel Augusto Imbassahi. O Coronel Imbassahi me encaminhou ao Ministério da Justiça e este me encaminhou ao Governador do Estado de Alagoas.
Ao chegar à cidade de Maceió, Capital de Alagoas  apresentei-me ao Governador do Estado (...).
Só havia dois ou três hidrantes subterrâneos, inclusive um desses hidrantes eu usei no principio de incêndio com grande resultado. (...)
Relativamente ao incêndio que houve em Alagoas, na ocasião do núcleo, o Governador tinha combinado que eu fizesse uma demonstração antes que eu desse como pronto. Mas aconteceu um incêndio real. Nós tivemos muita sorte porque havia um dos raros hidrantes na cidade que estava com bastante água. O incêndio foi debelado prontamente. No dia seguinte, o Jornal Diário do Povo e outros  publicavam elogios aos recentes  bombeiros, porque costumavam dizer que em Alagoas não tinha água. (...)

## Estrutura operacional
- 1º BBM - Maceió;
- 2º BBM - Maragogi;
- 3º BBM - União dos Palmares;
- 4º BBM - Palmeira dos Índios;
- 5º BBM - São Miguel dos Campos;
- 6º BBM - Penedo;
- 7º BBM - Arapiraca;
- 8º BBM - Batalha;
- 9º BBM - Santana do Ipanema;
- 10º BBM - Delmiro Gouveia;
- BSA - Batalhão de Salvamento Aquático - Maceió;
- BSE - Batalhão de Salvamento e Emergência - Maceió.